# Plinio Antolini
| 12777 Manuel      | 27 agosto 1994    |
| 29356 Giovarduino | 25 settembre 1995 |

Plinio Antolini (Breonio, 21 ottobre 1920 – Settimo di Pescantina, 1º giugno 2012) è stato un astronomo amatoriale italiano, di professione farmacista.
Dopo essersi laureato in farmacia a Bologna nel 1945, aveva aperto a Pescantina la propria farmacia. In prossimità della stessa aveva creato e ampliato nel tempo il proprio osservatorio privato.
Il Minor Planet Center gli accredita la scoperta di quattro asteroidi, effettuate tra il 1994 e il 1996 in parte in collaborazione con Flavio Castellani e Giovanni Zonaro.